# Hatzfelder Bahn
| Die Bahn um 1910 auf dem Hauptplatz von Zrenjanin |                         |                                   |                                   |
| Streckenlänge: | circa 68 km             |                                   |                                   |
| Spurweite: | 760 mm (Bosnische Spur) |                                   |                                   |
| |                         |                                   |                                   |
| \| \| \| Großbetschkerek \| \| \| \| Großbetschkerek Begaufer \| \| \| \| Großbetschkerek Deutsche Gasse \| \| \| \| Großbetschkerek Hauptplatz \| \| \| \| Großbetschkerek Kronenhotel \| \| \| \| Großbetschkerek Temeswarer Straße \| \| \| \| Großbetschkerek Mauthaus \| \| \| \| Klek \| \| \| \| Kathreinfeld \| \| \| \| Sankt Georgen an der Bega \| \| \| \| Bega \| \| \| \| Idwor \| \| \| \| Tschesterek \| \| \| \| Paulmeierhof \| \| \| \| Johannmeierhof \| \| \| \| Neuzerne \| \| \| \| Karolinenhof \| \| \| \| Leonameierhof \| \| \| \| Deutsch-Zerne \| \| \| \| Radojevo \| \| \| \| Juliameierhof \| \| \| \| Jugoslawien / Rumänien (ab 1923) \| \| \| \| Neu Hatzfeld \| \| \| \| Hatzfeld \| |                         |                                   |                                   |
| Kopfbahnhof Streckenanfang (Strecke außer Betrieb) |                         | Großbetschkerek                   | Großbetschkerek                   |
| Bahnhof (Strecke außer Betrieb) |                         | Großbetschkerek Begaufer          | Großbetschkerek Begaufer          |
| Bahnhof (Strecke außer Betrieb) |                         | Großbetschkerek Deutsche Gasse    | Großbetschkerek Deutsche Gasse    |
| Bahnhof (Strecke außer Betrieb) |                         | Großbetschkerek Hauptplatz        | Großbetschkerek Hauptplatz        |
| Bahnhof (Strecke außer Betrieb) |                         | Großbetschkerek Kronenhotel       | Großbetschkerek Kronenhotel       |
| Bahnhof (Strecke außer Betrieb) |                         | Großbetschkerek Temeswarer Straße | Großbetschkerek Temeswarer Straße |
| Bahnhof (Strecke außer Betrieb) |                         | Großbetschkerek Mauthaus          | Großbetschkerek Mauthaus          |
| Bahnhof (Strecke außer Betrieb) |                         | Klek                              | Klek                              |
| Bahnhof (Strecke außer Betrieb) |                         | Kathreinfeld                      | Kathreinfeld                      |
| Bahnhof (Strecke außer Betrieb) |                         | Sankt Georgen an der Bega         | Sankt Georgen an der Bega         |
| Brücke über Wasserlauf (Strecke außer Betrieb) |                         | Bega                              | Bega                              |
| Bahnhof (Strecke außer Betrieb) |                         | Idwor                             | Idwor                             |
| Bahnhof (Strecke außer Betrieb) |                         | Tschesterek                       | Tschesterek                       |
| Bahnhof (Strecke außer Betrieb) |                         | Paulmeierhof                      | Paulmeierhof                      |
| Bahnhof (Strecke außer Betrieb) |                         | Johannmeierhof                    | Johannmeierhof                    |
| Bahnhof (Strecke außer Betrieb) |                         | Neuzerne                          | Neuzerne                          |
| Bahnhof (Strecke außer Betrieb) |                         | Karolinenhof                      | Karolinenhof                      |
| Bahnhof (Strecke außer Betrieb) |                         | Leonameierhof                     | Leonameierhof                     |
| Bahnhof (Strecke außer Betrieb) |                         | Deutsch-Zerne                     | Deutsch-Zerne                     |
| Kopfbahnhof Streckenanfang und quer (Strecke außer Betrieb) · Abzweig geradeaus und nach rechts (Strecke außer Betrieb) |                         | Radojevo                          | Radojevo                          |
| Bahnhof (Strecke außer Betrieb) |                         | Juliameierhof                     | Juliameierhof                     |
| Grenze (Strecke außer Betrieb) |                         | Jugoslawien / Rumänien (ab 1923)  | Jugoslawien / Rumänien (ab 1923)  |
| Bahnhof (Strecke außer Betrieb) |                         | Neu Hatzfeld                      | Neu Hatzfeld                      |
| Kopfbahnhof Streckenende (Strecke außer Betrieb) |                         | Hatzfeld                          | Hatzfeld                          |

Die Hatzfelder Bahn war eine Schmalspurbahn zwischen Zrenjanin (Großbetschkerek) in Serbien und Jimbolia (Hatzfeld) in Rumänien. Sie führte auf dem Gesamtweg durch das frühere Komitat Torontál im Königreich Ungarn. Ihre Länge betrug ungefähr 68 Kilometer, die Spurweite 760 Millimeter („bosnische Spur“). Im Eisenbahnnetz des Banats stellte sie somit eine Ausnahme dar, abgesehen von Waldbahnen war sie die einzige schmalspurige Strecke der Region. Neben der Personenbeförderung diente die Bahn hauptsächlich dem Transport landwirtschaftlicher Güter.
Im Stadtgebiet von Zrenjanin fuhren die Züge dabei – ähnlich einer Straßenbahn – auf Rillenschienen durch die städtischen Straßen. Dabei passierten sie unter anderem auch den Hauptplatz des Ortes. Im Stadtgebiet lagen gleich sieben Stationen, damit kam der Bahn auch eine innerstädtische Erschließungsfunktion zu.

## Geschichte
Die Konzession für den Bau der Bahn wurde 1897 an die Torontaler Lokalbahnen Aktiengesellschaft, so der Name der Betreibergesellschaft, erteilt. Ein Großteil der Linie ging 1898 in Betrieb, lediglich der kurze Lückenschluss zwischen Neu Hatzfeld und Hatzfeld konnte erst am 28. Juni 1899 eröffnet werden.
Nach der 1920 erfolgten politischen Teilung des Banats im Frieden von Trianon kam die Strecke zunächst zum Königreich Jugoslawien. Durch einen Gebietstausch im Rahmen der sogenannten Belgrader Konvention gelangte der Nordteil der Bahn 1923 an Rumänien. Infolgedessen musste der Abschnitt zwischen Deutsch-Zerne und Hatzfeld bald darauf aufgelassen werden. Ausgleichend hierfür errichteten die serbischen Staatsbahnen eine Neubaustrecke zwischen Deutsch-Zerne und Radojevo, diese ging 1926 in Betrieb. Am 25. Mai 1968 kam es schließlich zur Stilllegung der Hatzfelder Bahn, ihre Trasse wurde bald darauf abgetragen.